# شیخ حسینلی
شیخ حسینلی (به ترکی آذربایجانی: Şıxhüseynli) یک منطقه مسکونی در جمهوری آذربایجان است که در شهرستان یاردیملی واقع شده‌است. شیخ حسینلی ۴۴۵ نفر جمعیت دارد.